# Sterna striata
La sterna frontebianca (Sterna striata, Gmelin, 1789), è un uccello della sottofamiglia Sterninae nella famiglia Laridae.

## Tassonomia
Sterna striata non ha sottospecie, è monotipica.

## Distribuzione e habitat
Questa sterna vive in Australia e Nuova Zelanda.